# Joseph H. Lewis
Joseph Harold Lewis (New York, 6 april 1907 – Santa Monica, 30 augustus 2000) was een Amerikaans filmregisseur.

## Levensloop
Joseph H. Lewis werd in New York geboren in een Russisch-Joods immigrantengezin. Hij trok op 25-jarige leeftijd naar Hollywood en draaide er vanaf 1937 een reeks B-films in verschillende genres. Hij oogstte vooral succes met films noirs als My Name Is Julia Ross (1945), Gun Crazy (1950) en The Big Combo (1955). Veel films werden destijds negatief ontvangen door de critici vanwege het geringe budget. Vanaf 1958 werkte Lewis uitsluitend als televisieregisseur.

## Filmografie
- 1937: Navy Spy
- 1937: Courage of the West
- 1938: The Singing Outlaw
- 1938: The Spy Ring
- 1938: Border Wolves
- 1938: The Last Stand
- 1939: Two-Fisted Rangers
- 1940: Blazing Six Shooters
- 1940: The Man from Tumbleweeds
- 1940: Texas Stagecoach
- 1940: The Return of Wild Bill
- 1940: Boys of the City
- 1940: That Gang of Mine
- 1940: Pride of the Bowery
- 1941: Invisible Ghost
- 1941: Criminals Within
- 1941: Arizona Cyclone
- 1942: The Mad Doctor of Market Street
- 1942: Bombs Over Burma
- 1942: The Silver Bullet
- 1942: Boss of Hangtown Mesa
- 1942: Secrets of a Co-Ed
- 1944: Minstrel Man
- 1945: The Falcon in San Francisco
- 1945: My Name Is Julia Ross
- 1946: So Dark the Night
- 1948: The Swordsman
- 1948: The Return of October
- 1949: The Undercover Man
- 1950: Gun Crazy
- 1950: A Lady Without Passport
- 1952: Retreat, Hell!
- 1952: Desperate Search
- 1953: Cry of the Hunted
- 1955: The Big Combo
- 1955: A Lawless Street
- 1956: 7th Cavalry
- 1957: The Halliday Brand
- 1958: Terror in a Texas Town